# Jasynuvata
Jasynuvata (ukrajinsky Ясинувата; rusky Ясиноватая – Jasinovataja) je město v Doněcké oblasti na Ukrajině. Leží přibližně dvacet kilometrů severně od centra Doněcku, správního střediska celé oblasti. Bylo založeno v roce 1872 jako železniční stanice a v roce 2013 měla bezmála 36 tisíc obyvatel.
Jasynuvata je nadále důležitým železničním uzlem v rámci Donbasu a je zde také největší ukrajinské seřaďovací nádraží.

## Rodáci
- Mykola Oleksijovyč Skrypnyk (1872-1933), bolševický politik